# جيسيكا سميث
جيسيكا لورين سميث (مواليد 11 أكتوبر 1989 في فانكوفر ، كولومبيا البريطانية ) هي لاعبة سباقات المضمار والميدان كندية متخصصة في سباقات 800 متر .  شاركت في الحدث الذي بلغ 800 متر في دورة الألعاب الأولمبية الصيفية 2012 ، ولكن تم إقصاؤها في مرحلة الدور قبل النهائي.  كما شاركت سميث في سباق 800 متر في دورة ألعاب بان أميريكان 2015 ، حيث احتلت المركز الخامس.

## روابط خارجية
- جيسيكا سميث على موقع الاتحاد الدولي لألعاب القوى (الإنجليزية)
- جيسيكا سميث على موقع الدوري الماسي (الإنجليزية)
- جيسيكا سميث على موقع أوليمبيديا (الإنجليزية)
- جيسيكا سميث على موقع اللجنة الأولمبية الكندية (الإنجليزية)